# Solní (Prachatice)
Solní je název ulice v Prachaticích, která prochází Městskou památkovou rezervací Prachatice.

## Název
Název Solní nese ulice od roku 1968. Předtím se ulice od roku 1947 jmenovala Na Zlaté stezce a byla delší, táhla se z náměstí až k současnému Gymnáziu Prachatice. Název Solní pak nese po své dřívější úloze sloužit dopravě soli z Pasova dále na sever.

## Historie
Ulice vznikla již při založení města v roce 1323. Byla součástí mezinárodní cesty vedoucí na jih do Volar a dále na jih do Pasova. Tato obchodní stezka sloužila především k dopravě soli z Pasova. V intravilánu města spojovala již zaniklou Pasovskou (Horní) bránu s dnešním Velkým náměstím. Pasovská brána stála na křižovatce ulic Hradební x Zlatá stezka x Solní. V 16. století je v ulici uváděn prodej masa (masné krámy). V katastrálních mapách z počátku 20. století se pak objevuje německý název Passauergasse (Pasovská ulice).

## Popis
Na jižním konci začíná ulice křižovatkou s ulicí Zlatá stezka, která volně pokračuje na jih a ulicí Hradební, která jde severozápadním směrem. Napravo na samém začátku ulice se nachází kaplička svatého Jana Nepomuckého. Vlevo pak památkově chráněný dům čp. 127. Následuje křižovatka s ulicemi Horní a Dlouhá. Horní je vlevo, Dlouhá vpravo. Horní ulice v tomto místě tvoří menší čtvercový prostor. Následují napravo památkově chráněné domy čp. 120 a 121 a na křižovatce s ulicí Poštovní (vpravo) zasahuje do ulice památkově chráněný dům č.p. 119 se zachovalými fragmenty renesanční fasády, který má vstup z ulice Poštovní. Po několika následných metrech se už nachází Velké náměstí.

## Dopravní situace
Ulice je jednosměrně průjezdná z jihu na sever na Velké náměstí. Po obou stranách jsou chodník pro pěší, vše je vydlážděno kamennými kostkami. Vedou tudy turistické značky zelené a žluté barvy.

## Galerie Solní ulice Prachatice

### Galerie Solní - celkové pohledy

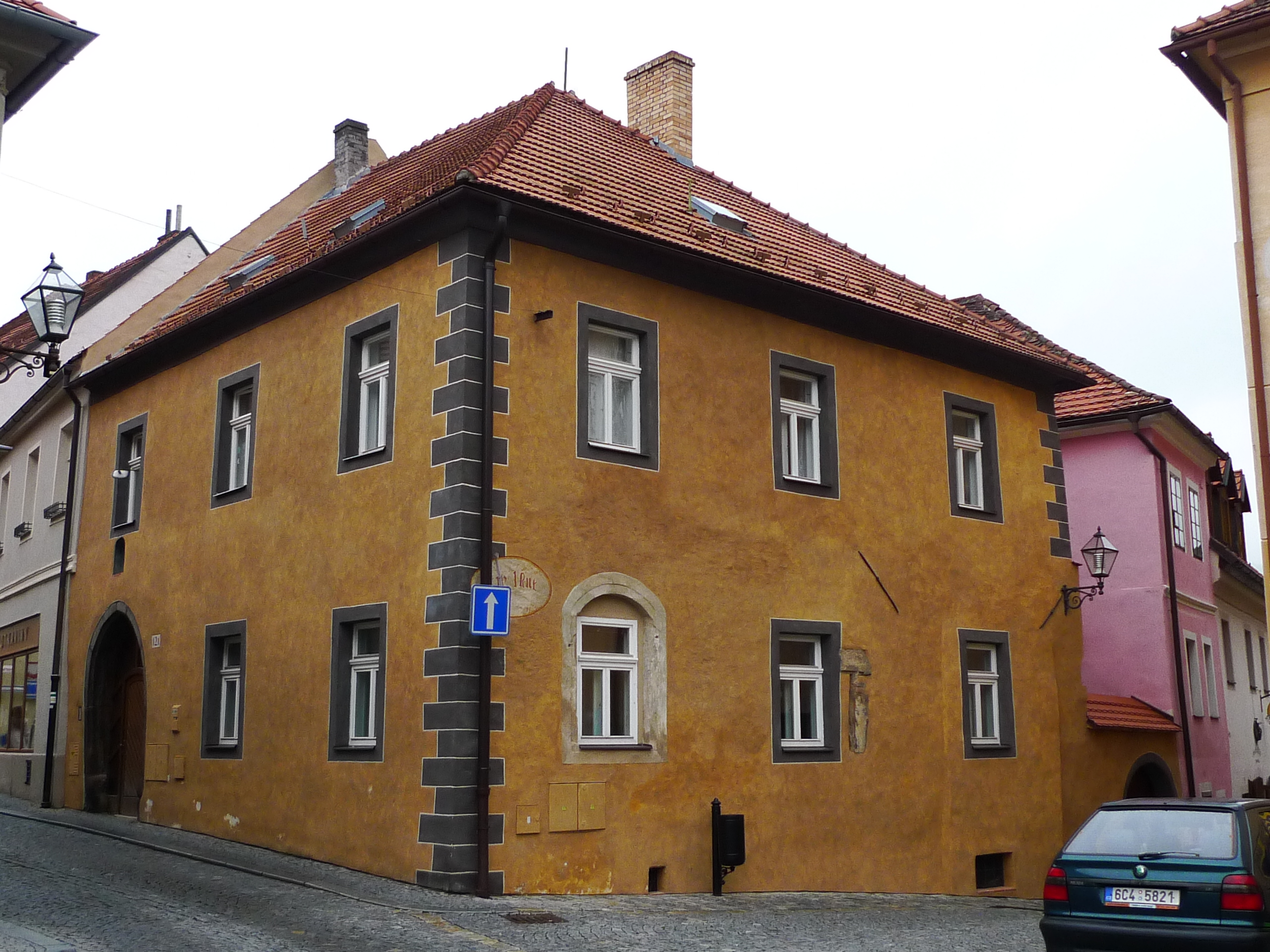
Dům č.p. 121 na rohu Solní a Dlouhé
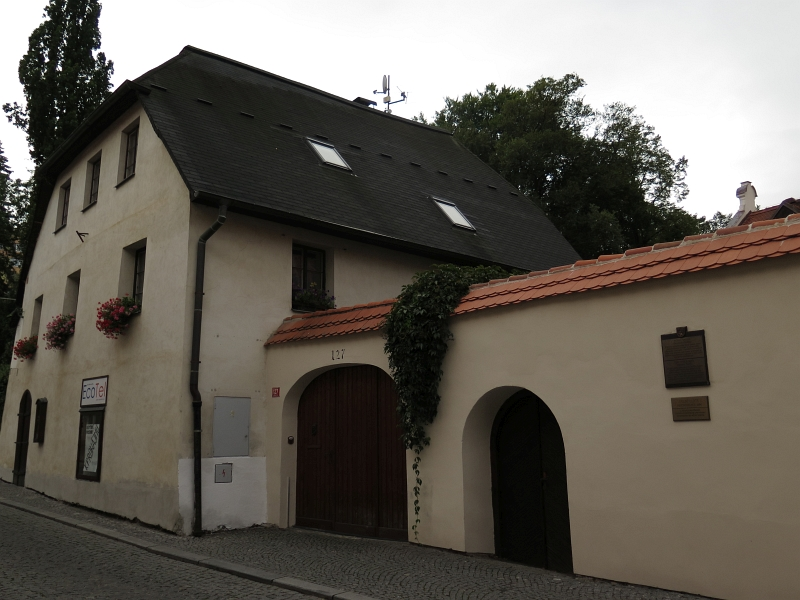
Prachatice, Solní ulice, dům čp.127
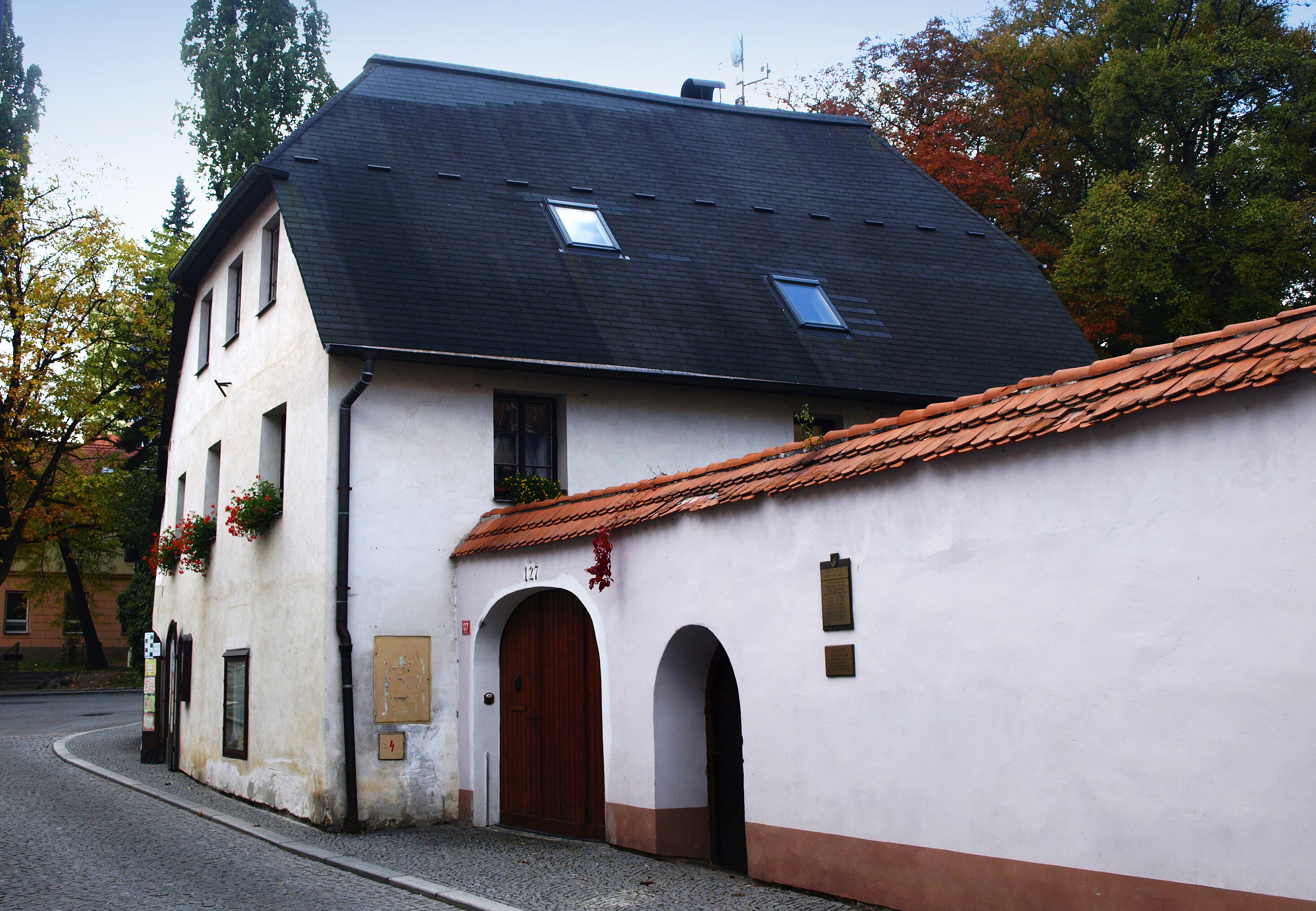
Prachatice - Solní ulice
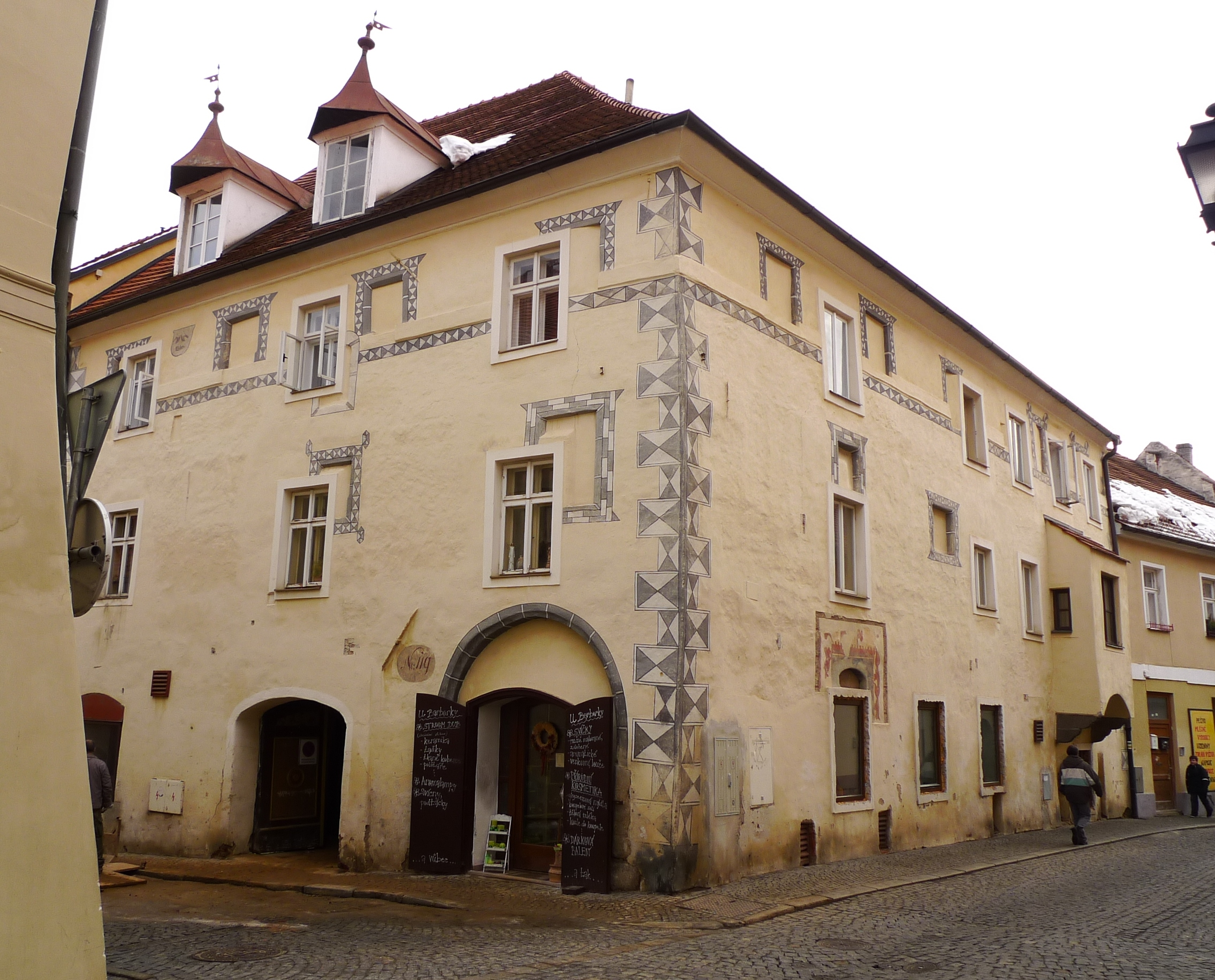
Prachatice, Solní ulice, Poštovní čp.119
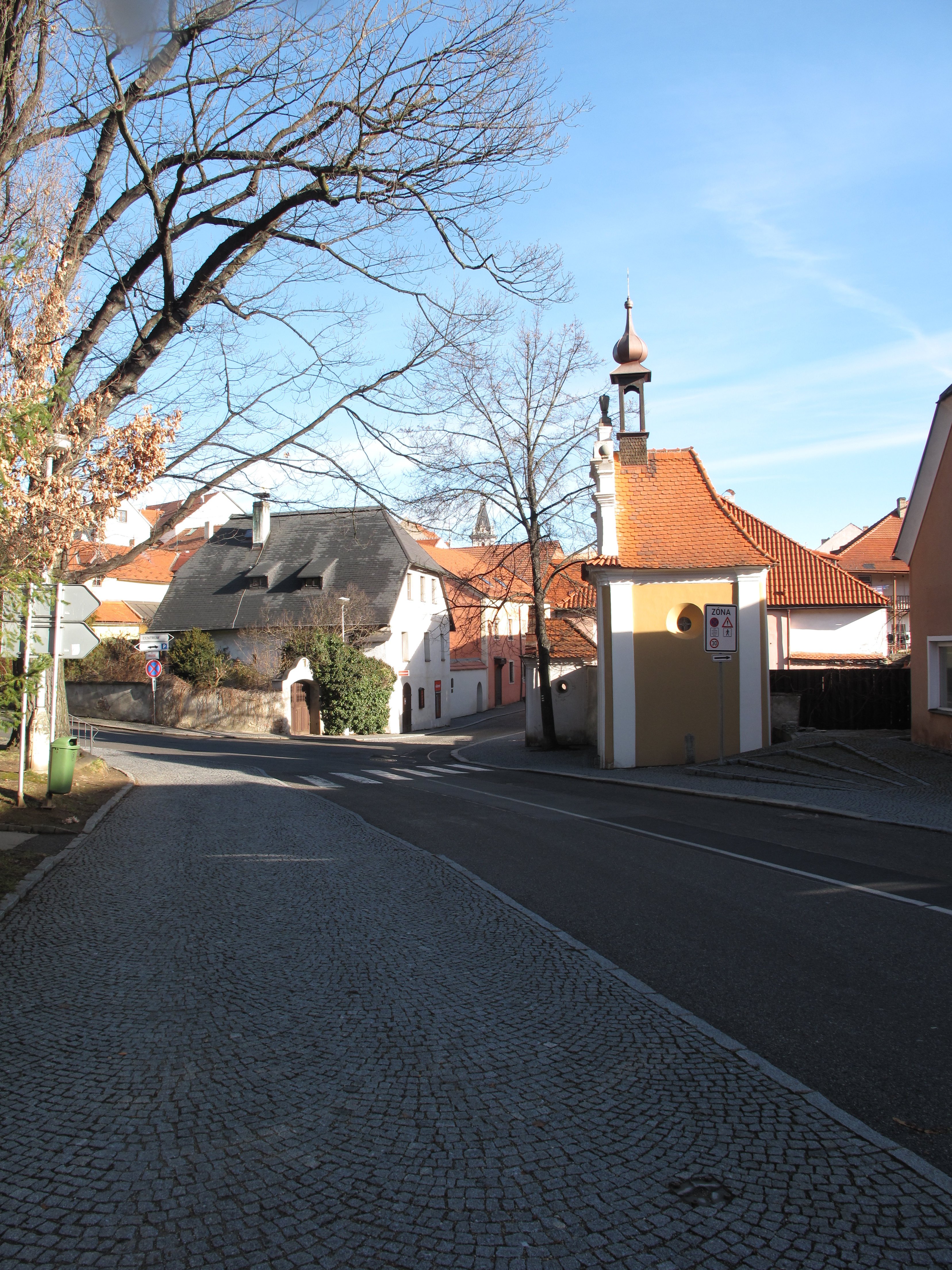
Solní pohled směrem k Velkému náměstí
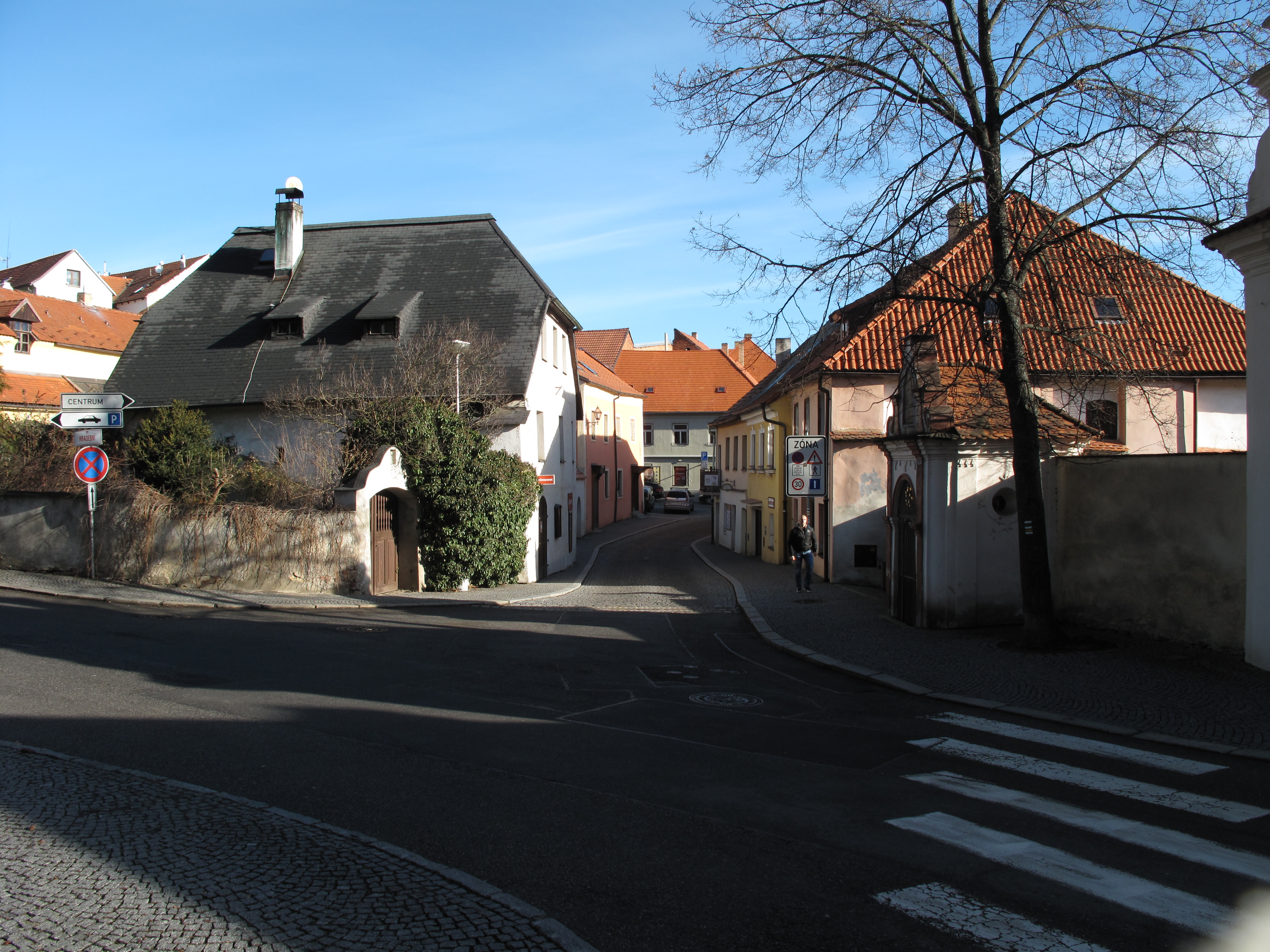
Solní pohled směrem k Velkému náměstí
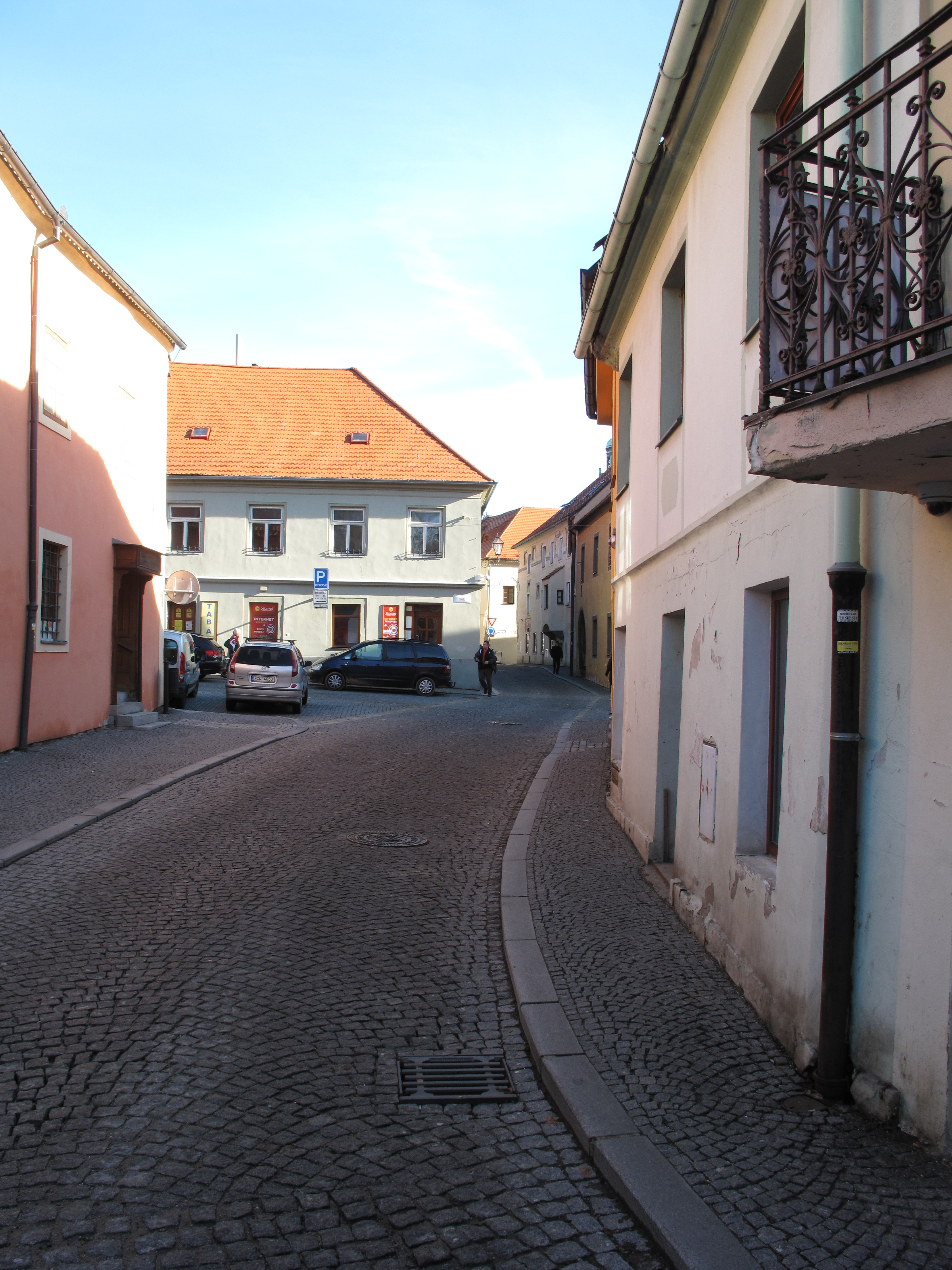
Solní
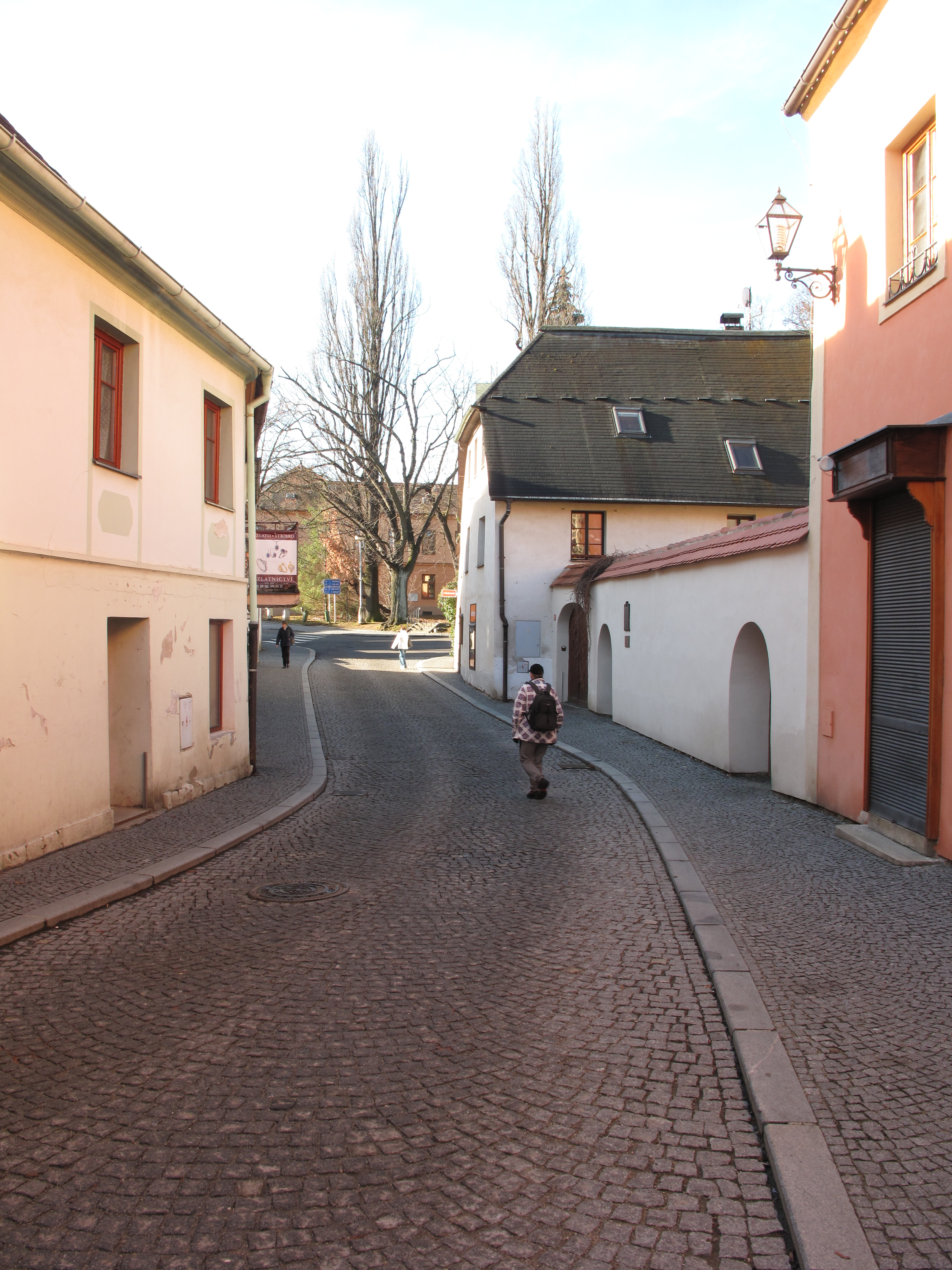
Solní
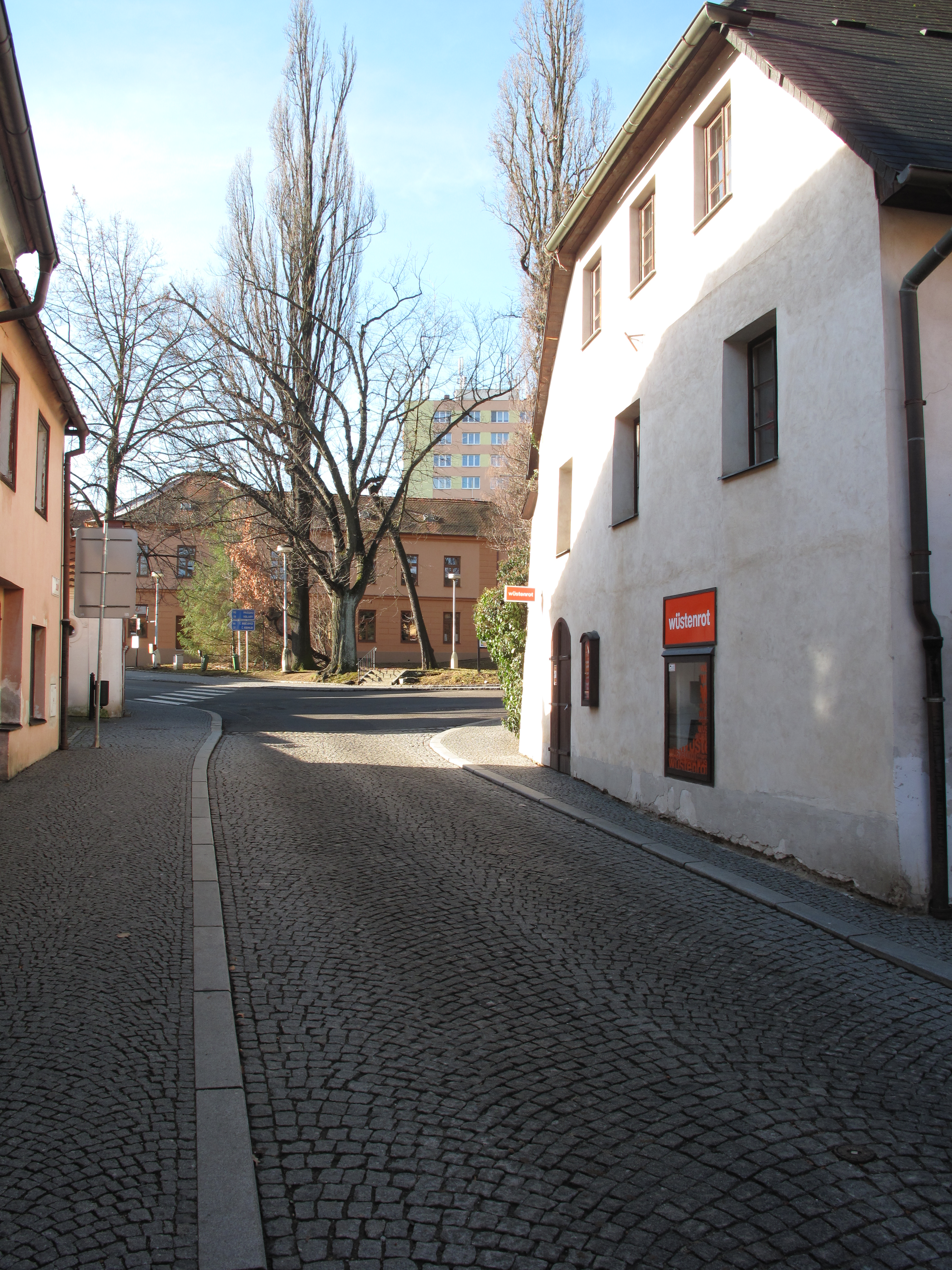
Solní - pohled ke Štěpánčinu parku
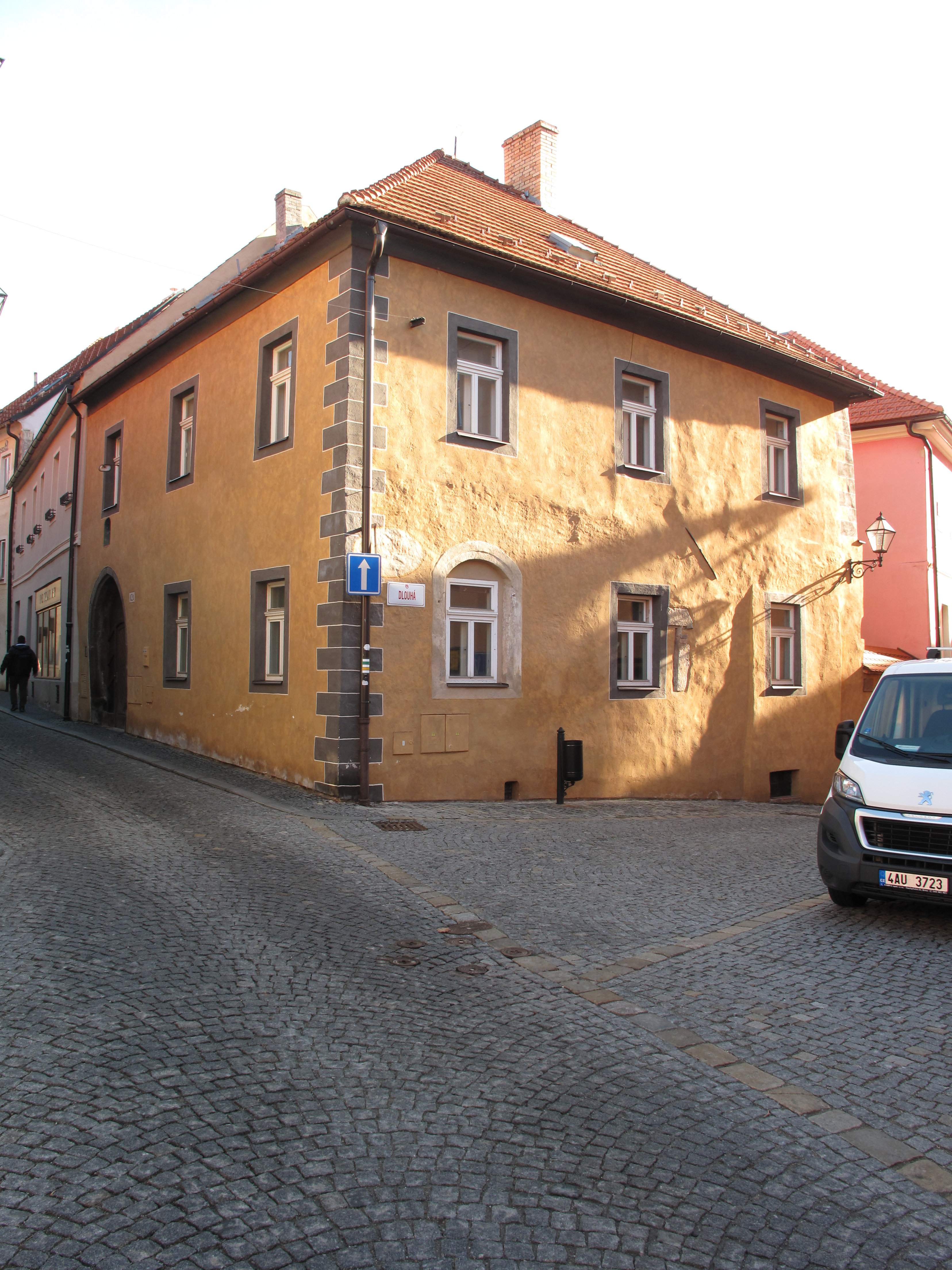
Solní - rohový dům
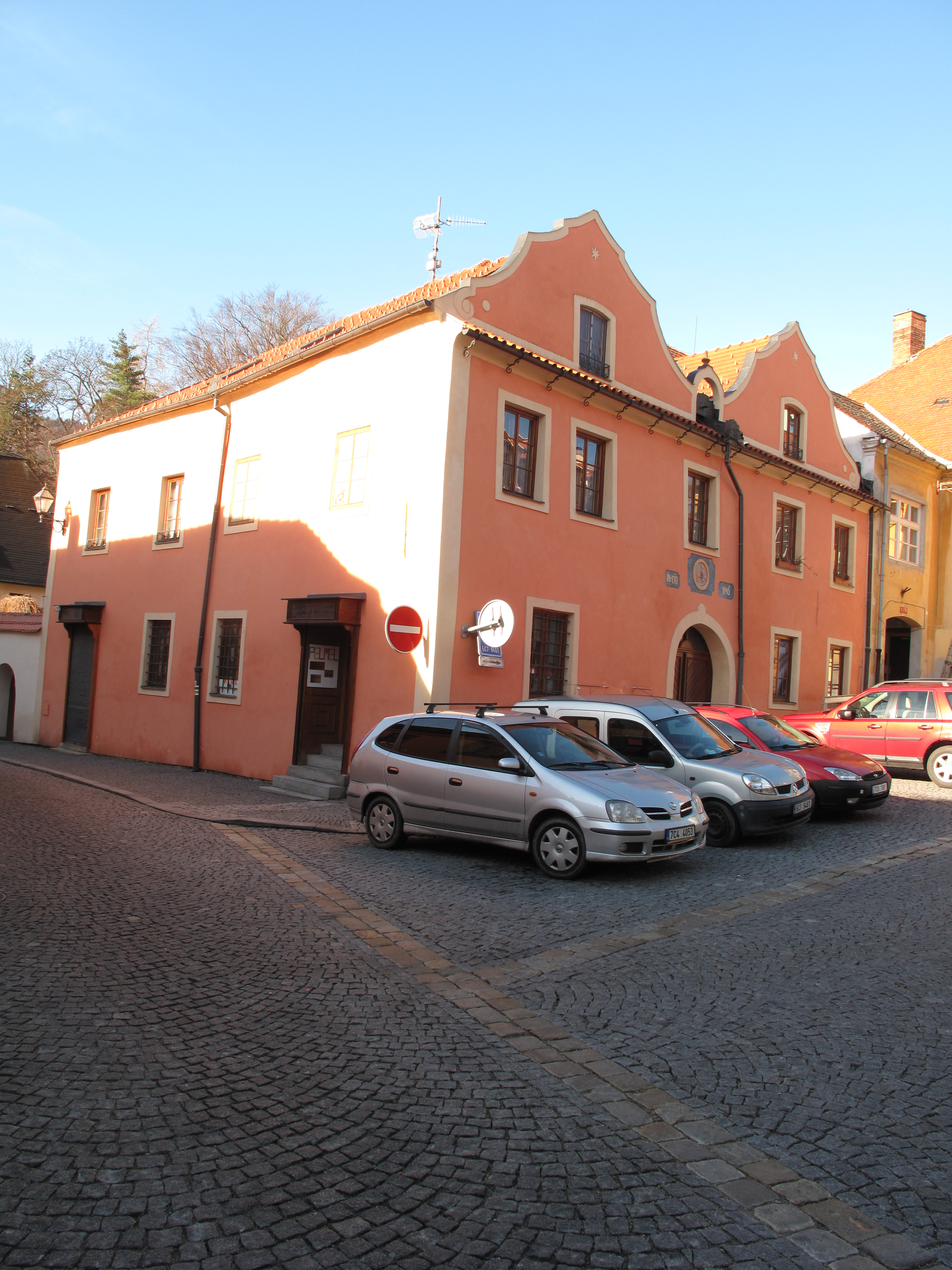
Solní - pohled na dům U tří stehen
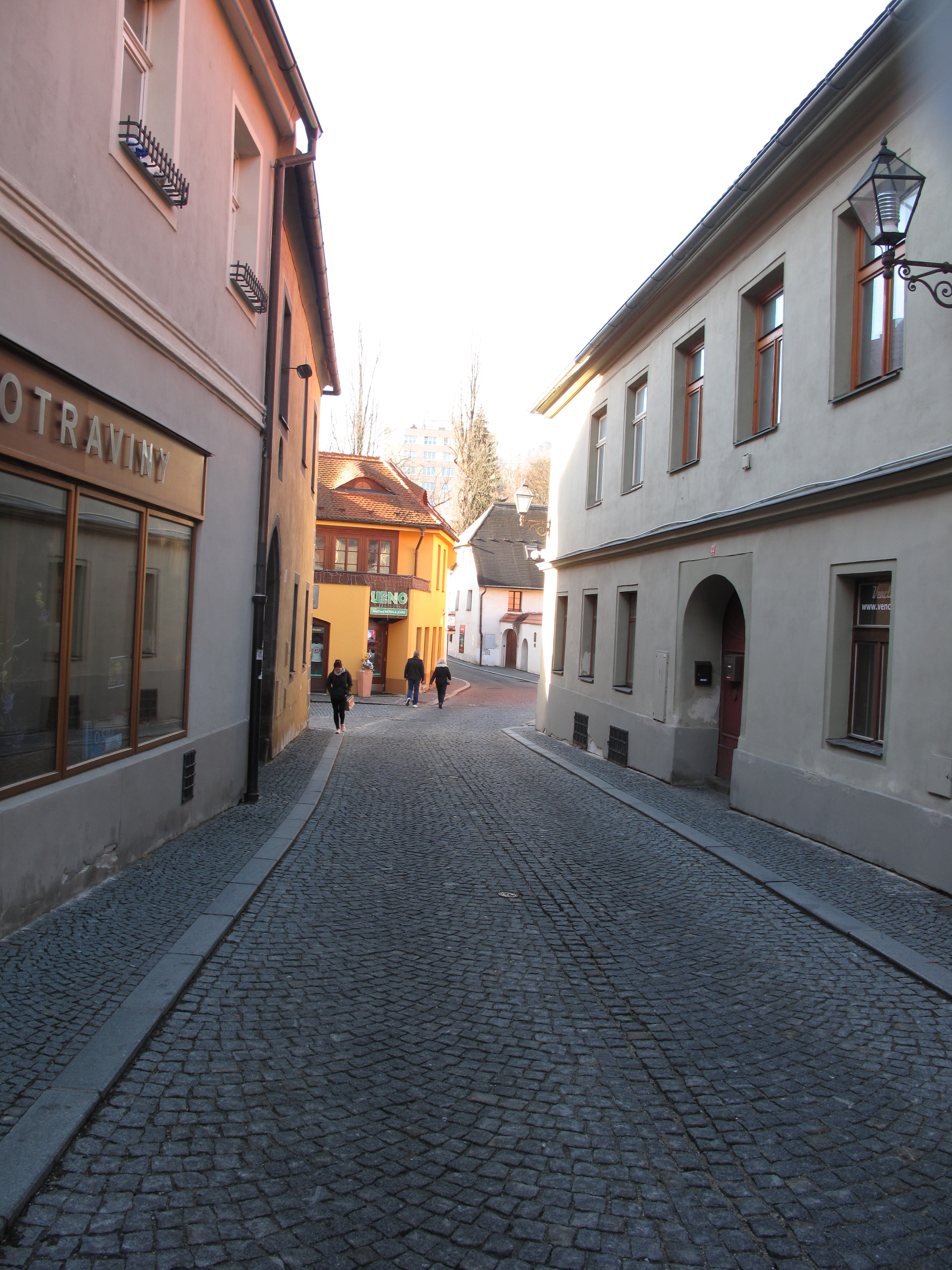
Solní - pohled ulicí
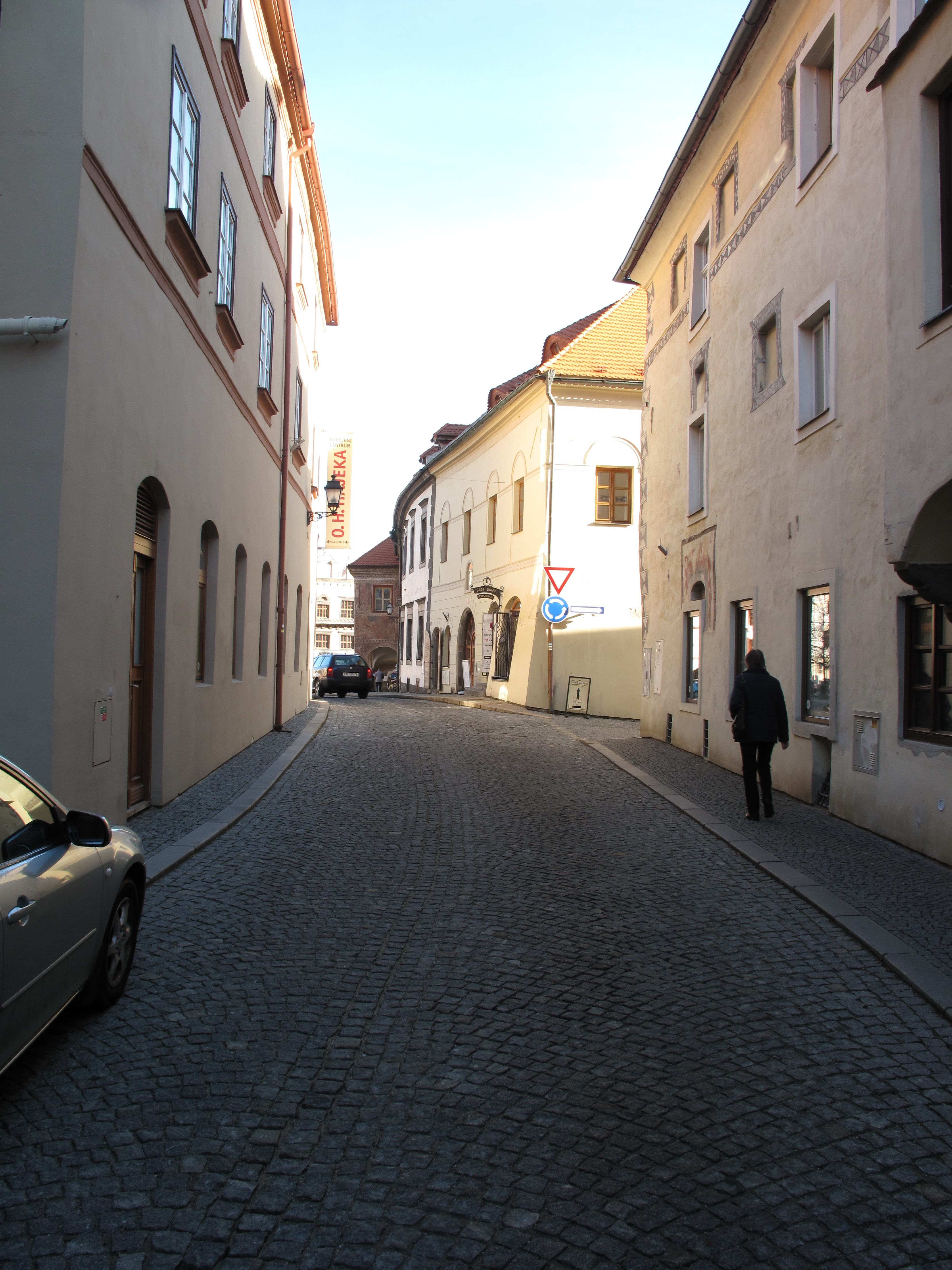
Solní - pohled ulicí
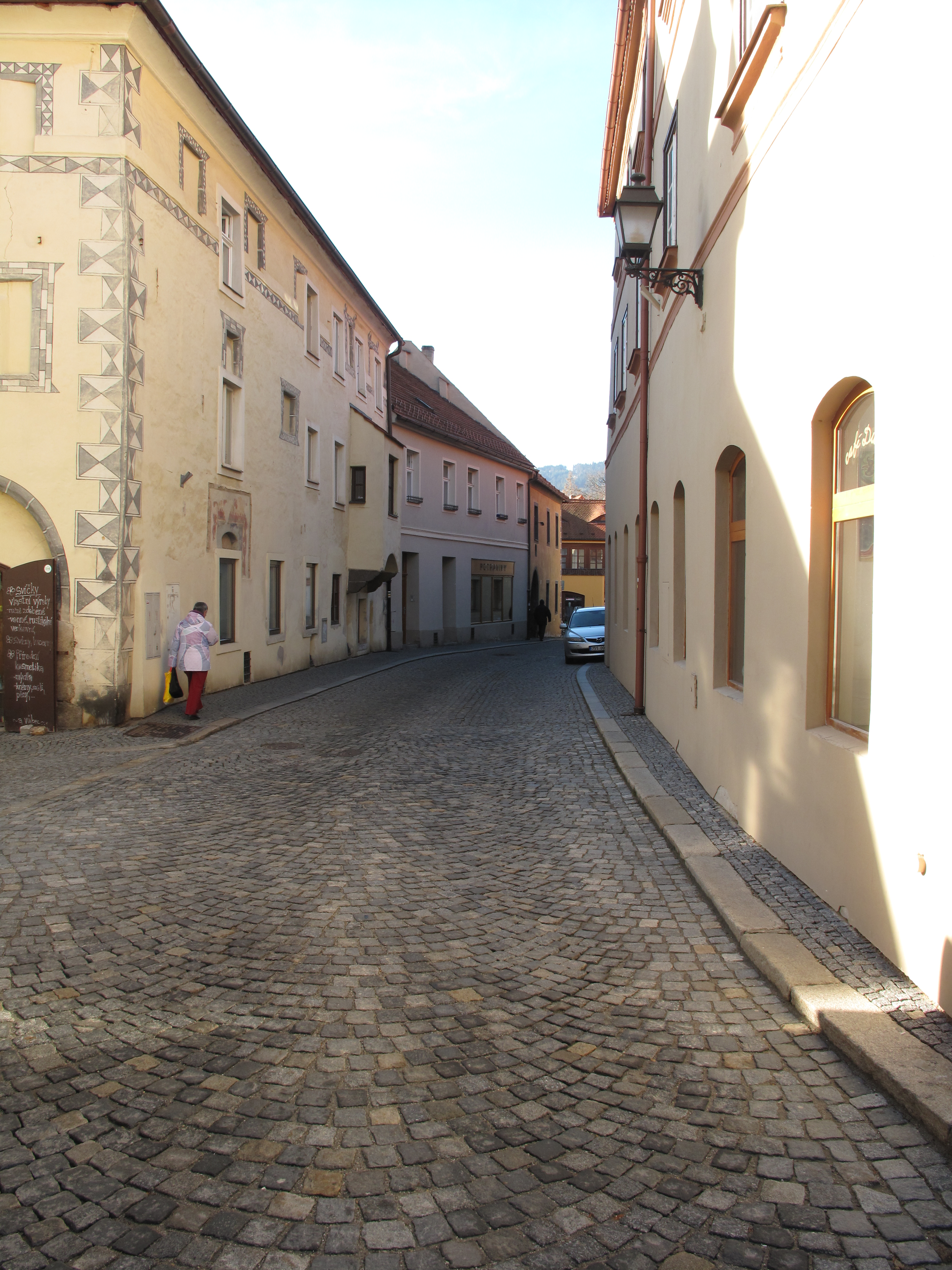
Solní - pohled ulicí
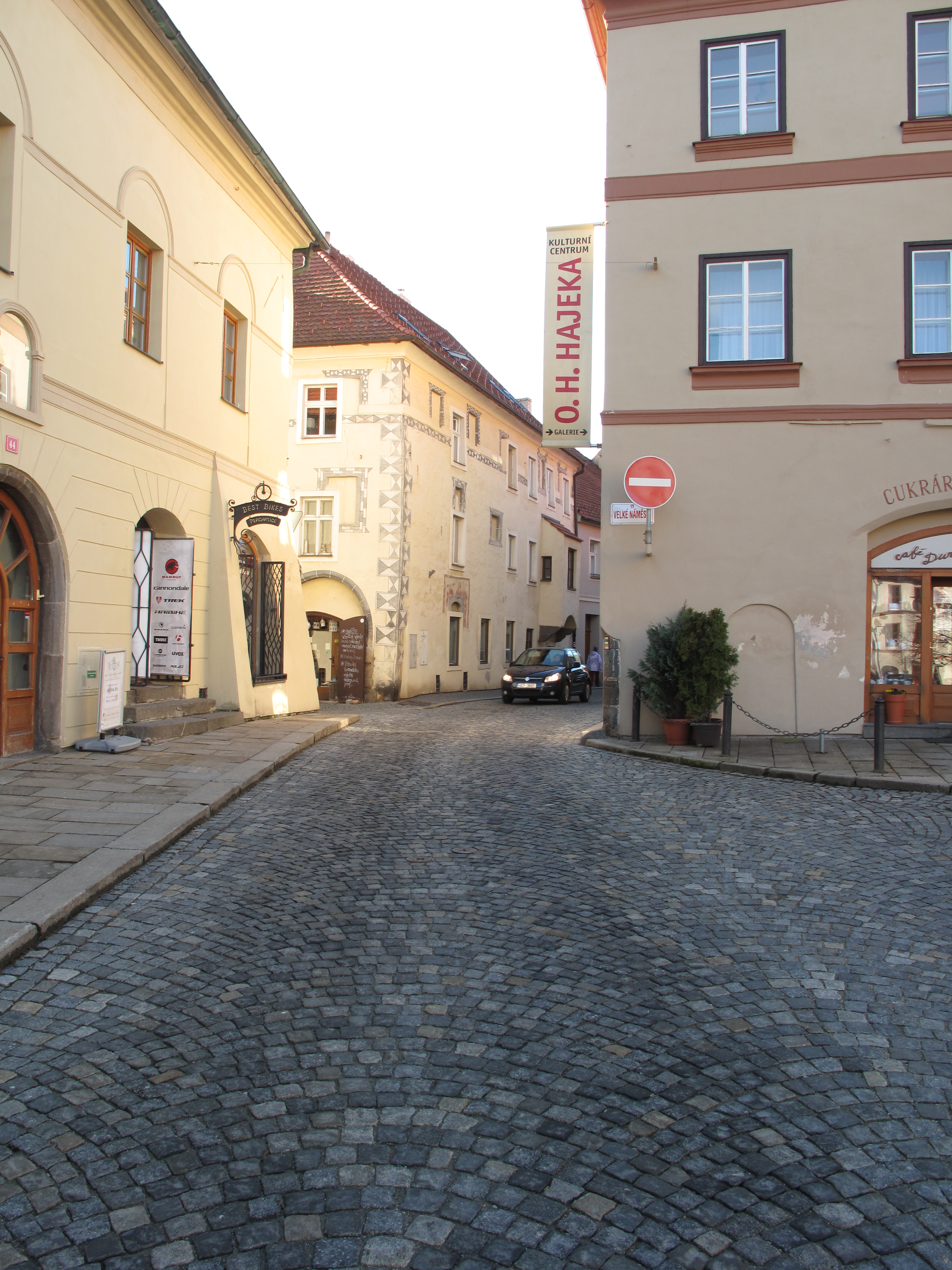
Solní - pohled z Velkého náměstí

### Galerie Solní - detailní pohledy

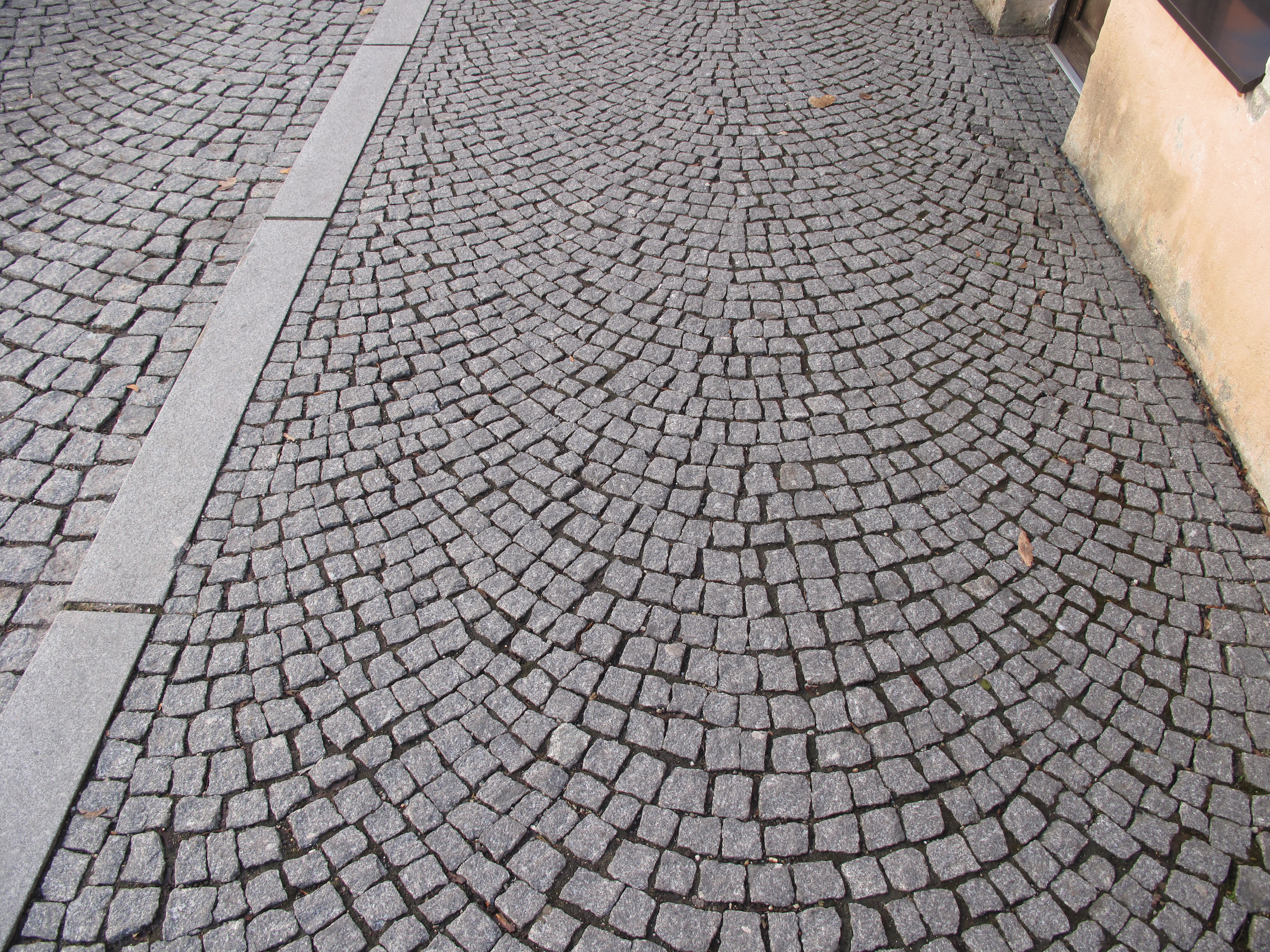
Solní - nově vydlážděný chodník
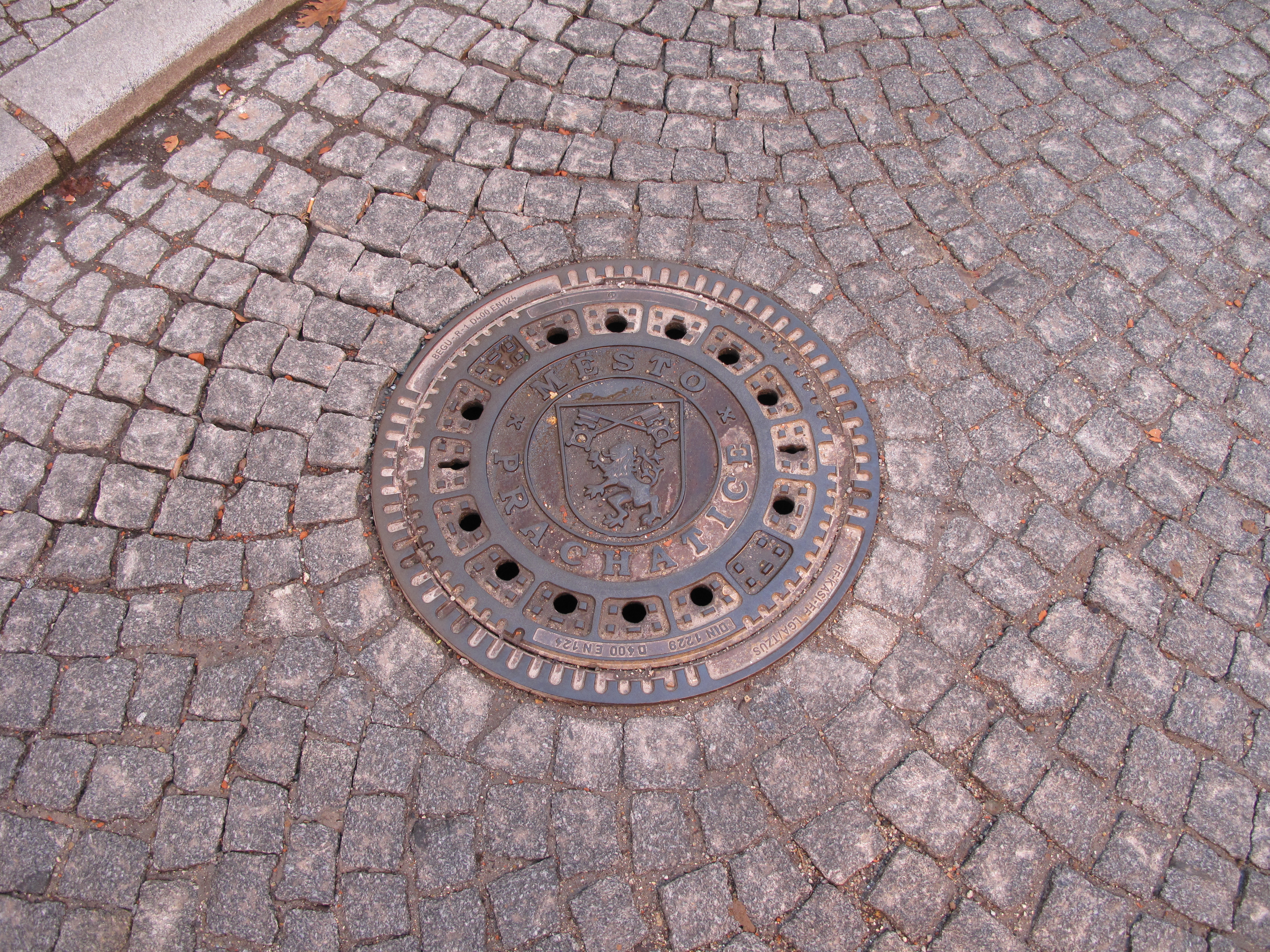
Solní - detail uliční vpusti
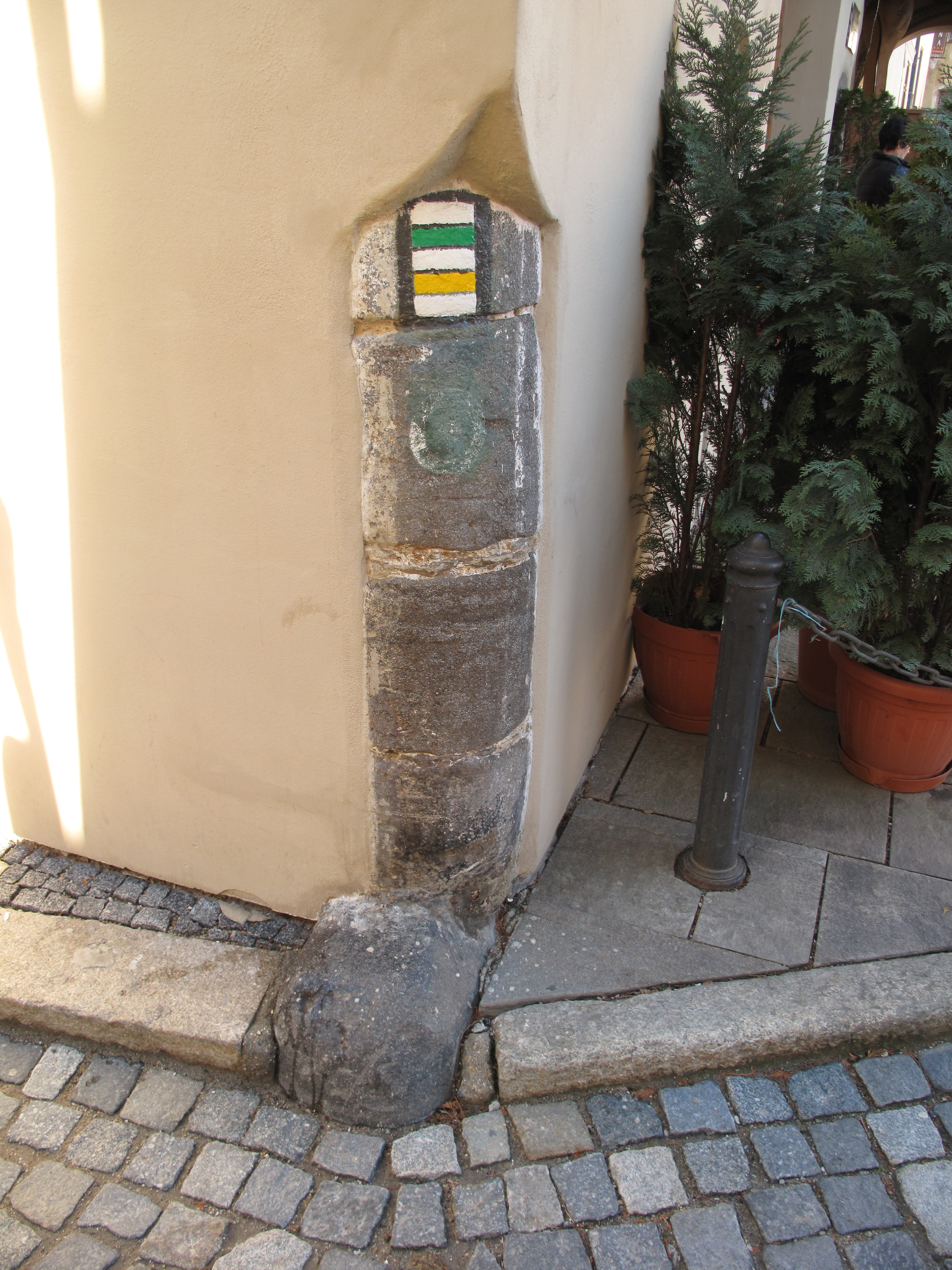
Solní - detail turistických značek - žluté a zelené
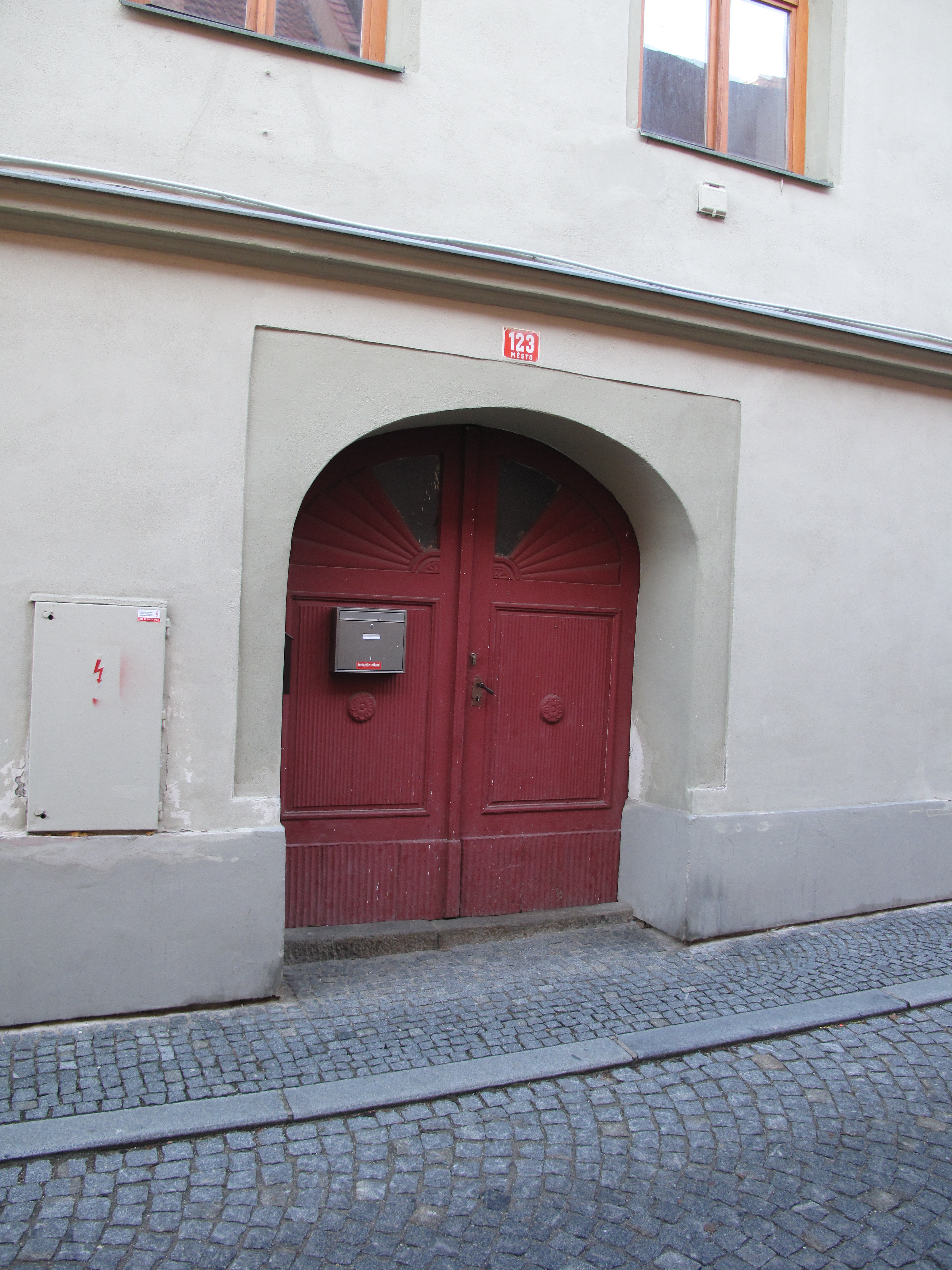
Solní - vchod do domu čp. 123